# Rhani Krija
Abdelrhani „Rhani“ Krija (* 1971 in Essaouira, Marokko) ist ein in Köln lebender marokkanischer Musiker und Perkussionist.

## Leben und Karriere

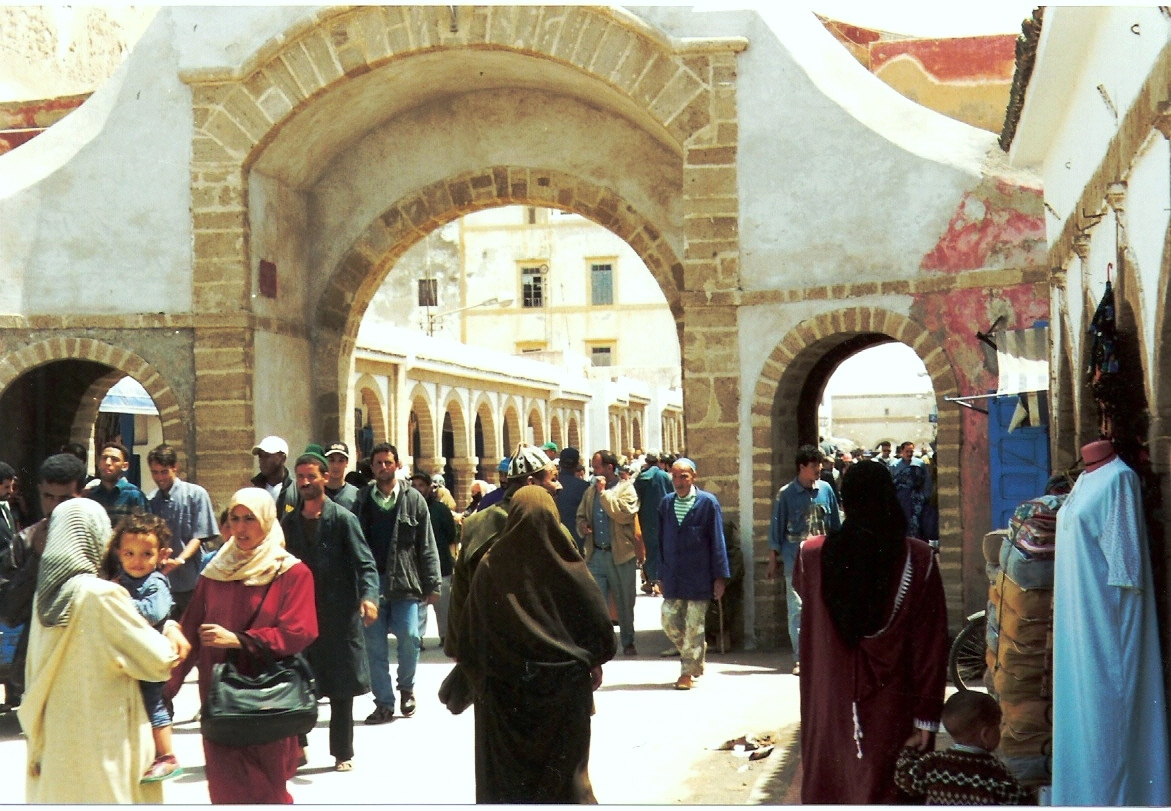
Essaouira, in der Altstadt

Rhani Krija kam 1971 als Kind marokkanischer Eltern in der marokkanischen Hafenstadt Essaouira zur Welt und wuchs dort auf. Seit seiner Kindheit hatte er praktischen Umgang mit der in seiner Heimatregion verbreiteten Gnawa-Kultur und -Musik sowie mit verschiedenen anderen, meist arabisch beeinflussten nordafrikanischen Musikstilen, die seine heutige musikalische Arbeit prägen. Bereits als Teenager begann er seine Laufbahn als professioneller Percussionist und spielte zusammen mit einigen der wichtigsten marokkanischen Musiker.
Nach einem mehrjährigen Aufenthalt in Frankreich kam Krija 1993 nach Deutschland und lebt seither in Köln. Seitdem ist er in verschiedenen Fernsehsendungen aufgetreten, wie unter anderem in der ARD-Sendung „Spiel mir das Lied vom Leben“ mit Giora Feidman und Wolf Codera. Er spielte mittlerweile bei zahlreichen Jazz & World Music Festivals in Frankreich, Deutschland, den Niederlanden, Tunesien, Marokko, Argentinien, Slowenien und weiteren Ländern.
Krija beherrscht und spielt verschiedene Perkussionsinstrumente wie Derbouka, Riqq und andere Frame drums, Congas, Bongos, Djembé, Carribbean Timbales und einige andere. Seine musikalischen Einflüsse reichen von traditionellen arabischen, nordafrikanischen und andalusischen Rhythmen sowie lateinamerikanischen Musikstilen über Blues zu Reggae und Pop.
Er spielte bei Konzerten und Tourneen mit verschiedenen Musikern, wie Houssaine Kili, Djamel Laroussi, Omar Sosa, Momo Djender, Avitall, Eda Zari, Don Byron, Karim Ziad, Mokhtar Samba, Salif Keïta, WDR Big Band Köln, Vinnie Colaiuta, Dominic Miller, Adel Salameh, Keziah Jones und vielen anderen. Krija war an zahlreichen CD- und DVD-Aufnahmen als Perkussionist beteiligt.
Ende 2002 wurde Krija aufgrund einer Empfehlung von Manu Katché von Sting engagiert und ging als Percussionist in Stings Band 2003 auf eine 18-monatige Welttournee. Krija war 2003 auch an den Aufnahmen zum Album Sacred Love von Sting beteiligt, welches ein Jahr später erschien. Seitdem ist er als Percussionist von Stings Band wiederholt auf internationalen Tourneen dabei und hatte dadurch gemeinsame Bühnenauftritte mit Jazzgrößen wie Herbie Hancock und Chick Corea sowie mit international bekannten Musikern und Sängern wie Mary J. Blige, Craig David, Manu Katché, Branford Marsalis, Annie Lennox, Plácido Domingo, Sean Paul, den Black Eyed Peas, Shaggy und anderen.
Seit Ende 2005 wirkte er auch bei Aufnahmen mit weiteren international bekannten Musikern mit, wie z. B. Lea Finn, Natacha Atlas, Yasmin Levy, Joe Zawinul, BAP, Xavier Naidoo, Herbert Grönemeyer, Charlie Mariano und Klaus Doldinger. Darüber hinaus erhielt er Einladungen zu Kulturfestivals, wie zur RuhrTriennale 2008 und zum Internationalen Percussionfestival im Mai 2009 in Freistadt in Oberösterreich.
Krija hält auch Verbindung zur Musikszene in seiner marokkanischen Heimat und engagiert sich seit Jahren insbesondere bei Kultur- und Musikveranstaltungen in seinem Geburtsort Essaouira. So beteiligte er sich zum Beispiel im August 2007 an dem Festival des Jeunes maâlem à Essaouira, wo er unter anderem Percussions-Workshops gab. Zum Gnaoua World Music Festival in Essaouira wurde er 2009 zusammen mit der WDR Big Band als „Resident Group“ eingeladen.
Er ist weiterhin Mentor des deutschen Nachwuchsmusikers und Perkussionisten Max Klaas, dessen musikalisches Talent er 2005 entdeckte.
Rhani Krija wurde unter anderem im Dezemberheft 2003 der Fachzeitschrift Sticks in einem Interview vorgestellt, hat Einträge in mehreren Musik(er)-Datenbanken wie bei Allmusic sowie auch bei 3sat (s. Weblinks) und gilt inzwischen als „Musiker der Weltklasse“ und „Weltklasse-Perkussionist“.

## Diskographie (Auswahl)
Rhani Krija ist auf zahlreichen Studio- und Live-Produktionen vertreten; hier ein Auszug von CDs, auf denen seine stilistischen Merkmale hervortreten:
- 2001 – Mountain to Mohamed (von Houssaine Kili)
- 2001 – Experience (von Mohamed Reda)
- 2002 – Kanza (von Adel Salameh & Naziha Azzouz)
- 2002 – Statement (von Eda Zari)
- 2002 – Codera goes Christmas (von Wolf Codera)
- 2003 – Sacred Love (von Sting)
- 2003 – Etoile Filante (von Djamel Laroussi)
- 2005 – Martell (von Martell Beigang)
- 2006 – Fourth Wall (von Dominic Miller)
- 2006 – Good Morning Story (von Holger Czukay)
- 2007 – Jazz Al' Arab (mit der WDR Big Band Köln)
- 2008 – we will remember them (von Avitall)
- 2008 – Police in Dub (von Dubxanne)
- 2009 – Mellow Maroc Live & Unplugged (mit Mellow Mark und Momo Djender)
- 2011 – Halv su wild (von BAP)
- 2011 – Nights on earth (mit Vince Mendoza)
- 2015 – Agua del Mundo (von Sven Kühbauch)
- 2025 – Jacob Karlzon & Rhani Krija: Mosaik